# Ferugliotèrids
Els ferugliotèrids (Ferugliotheriidae) són una de les dues famílies que componen l'ordre dels gondwanateris, un grup enigmàtic de mamífers extints. Els gondwanateris s'han classificat com a grup de posició taxonòmica incerta o dins dels multituberculats, un dels principals ordres de mamífers extints. El feruglioteri, del Cretaci superior de l'Argentina, és el ferugliotèrid més conegut. Un segon gènere, el trapalcoteri, és conegut a partir d'una sola dent, una primera molariforme inferior provinent d'un altre jaciment argentí de la mateixa època. Un altre gènere conegut a partir d'una sola dent (en aquest cas, una quarta premolar inferior), Argentodites, fou descrit inicialment com a multituberculat d'un altre grup, però més tard se suggerí que podria estar relacionat amb el feruglioteri. Finalment, una dent aïllada del Paleogen del Perú, que podria ser una última molariforme superior i fou designada «LACM 149371», podria pertànyer a un animal proper.
Se n'han trobat dents braquiodontes (de corona baixa) aïllades i, possiblement, un fragment de maxil·lar inferior. Es calcula que el feruglioteri pesava uns 70 g. Les seves dents incisives, que són grosses i procumbents, tenen una banda d'esmalt a part de la seva superfície. El fragment de maxil·lar conté un alvèol dental llarg per a la incisiva i una quarta premolar inferior en forma de ganivet, que recorda la dels multituberculats. La premolar d'Argentodites és similar. Dues premolars superiors també semblen dents de multituberculat, però encara es debat si s'haurien de classificar dins dels ferugliotèrids. Les molariformes, que són rectangulars i braquiodontes, consisteixen en fileres de cúspides connectades per crestes transversals i separades per solcs transversals. Les molariformes inferiors presenten dues fileres de cúspides, mentre que l'única suposada molariforme superior en té tres. Les dents de corona baixa similars a un ganivet dels ferugliotèrids podrien haver sigut les precursores evolutives de les dents hipsodontes (de corona alta) de l'altra família de gondwanateris, els sudamerícids.
La majoria de ferugliotèrids daten del Cretaci superior (estatges Campanià-Maastrichtià, 84-66 Ma) de l'Argentina, on podrien haver viscut en un medi costaner o d'aiguamoll. Coexistiren amb mamífers com els driolestoïdeus i una gran varietat d'altres animals, incloent-hi els dinosaures. Els ferugliotèrids podrien haver sigut herbívors o omnívors.

## Taxonomia
El primer representant de la família, Ferugliotherium windhauseni, fou descrit el 1986 pel paleontòleg argentí José Fernando Bonaparte a partir d'una dent trobada a la formació de Los Alamitos (Cretaci superior de l'Argentina). Bonaparte classificà el feruglioteri com a únic membre d'una nova família, la dels ferugliotèrids, que situà provisionalment dins l'ordre dels multituberculats. Aquests foren un grup divers de mamífers diferents dels monotremes i els teris (els dos grans grups de mamífers actuals) que havien estat força estesos pels continents septentrionals, però que fins aleshores no s'havien trobat mai als meridionals. El 1990, Bonaparte descrigué Vucetichia gracilis, una altra espècie de Los Alamitos, i la classificà juntament amb Gondwanatherium (també de Los Alamitos) dins l'ordre dels gondwanateris, que també incloïa la família aleshores monotípica dels sudamerícids. Bonaparte creia que els parents més propers dels gondwanateris eren probablement els xenartres (peresosos, armadillos i formiguers), amb qui haurien format el grup dels parateris.
El mateix any, Bonaparte fusionà la família dels gondwanatèrids amb la dels sudamerícids i, juntament amb David Krause, redefiní els gondwanateris com a subordre de multituberculats que incloïa tant els ferugliotèrids com els sudamerícids, fet que suposava rebutjar que els gondwanateris i els xenartres estiguessin relacionats. Krause, Bonaparte i Zofia Kielan-Jaworowska redescrigueren el feruglioteri el 1992 i suggeriren que les dents en les quals s'havia basat Vucetichia podien ser espècimens desgastats de feruglioteri. Classificaren el feruglioteri com a multituberculat i avançaren la possibilitat que formés part del grup dels plagiaulacoïdeus. L'any següent, Krause confirmà que Vucetichia gracilis era un sinònim de Ferugliotherium windhauseni. Juntament amb Bonaparte, suggerí classificar els gondwanateris com una superfamília (Gondwanatherioidea) de plagiaulacoïdeus que inclogués les famílies dels ferugliotèrids i els sudamerícids. El 1996, Kielan-Jaworowska i Bonaparte assignaren provisionalment a Ferugliotherium un fragment de maxil·lar inferior dotat d'una quarta premolar inferior (p4) de Los Alamitos. Es basaren en les característiques morfològiques del fragment de maxil·lar per argüir que els gondwanateris no eren parents propers de cap altre grup de multituberculats i, per tant, els classificaren en el seu propi ordre.
El 1999, Rosendo Pascual i col·laboradors descrigueren un maxil·lar inferior de Sudamerica, del qual fins aleshores només s'havien trobat dents aïllades. Aquest fragment de maxil·lar indicava que Sudamerica tenia quatre dents molariformes a banda i banda dels maxil·lars inferiors, més que cap altre multituberculat, i per consegüent separaren els gondwanateris dels multituberculats i els categoritzaren com a grup de posició taxonòmica incerta. A conseqüència d'això, Kielan-Jaworowska i col·laboradors exclogueren els gondwanateris dels multituberculats, però posteriorment identificaren el maxil·lar inferior i unes quantes premolars superiors de feruglioteri com a multituberculats indeterminats en un article del 2001 i un llibre del 2004. Tanmateix, el 2009 Yamila Gurovich i Robin Beck assignaren aquests fòssils a Ferugliotherium i defensaren la hipòtesi que els gondwanateris (incloent-hi els ferugliotèrids) i els multituberculats tenien una relació estreta.
Durant la dècada del 2000 es descobriren nous representants dels ferugliotèrids. El 2004, Francisco Goin i col·laboradors descrigueren una sola dent enigmàtica del Paleogen del Perú, LACM 149371, i consideraren que el més probable era que hagués pertanyut a un ferugliotèrid. Tres anys més tard, Kielan-Jaworowska i col·laboradors es basaren en una única p4 trobada a la formació de La Colonia (Cretaci superior de l'Argentina) per descriure Argentodites coloniensis com a multituberculat, possiblement del subordre dels cimolodonts. Tanmateix, Gurovich i Beck argüiren que la p4 d'Argentodites no era diferent de la que s'havia trobat en el maxil·lar que havien assignat a Ferugliotherium i que Argentodites es basava en un espècimen de feruglioteri o algun animal molt proper. El 2009, Guillermo Rougier i col·laboradors descrigueren mamífers de la formació Allen (mateix país i edat similar), incloent-hi un nou ferugliotèrid, Trapalcotherium matuastensis. Consideraren que Argentodites era probablement un parent del feruglioteri i que els ferugliotèrids eren o bé multituberculats o bé parents propers seus.

## Descripció
Els ferugliotèrids són coneguts a partir d'unes dotzenes de dents aïllades i un fragment maxil·lar assignat sense certesa. La majoria de fòssils pertanyen al feruglioteri, mentre que el trapalcoteri i Argentodites foren descrits a partir d'una sola dent cadascun. No se'n coneix la fórmula dental exacta, però se n'han identificat dents incisives, premolars i molariformes. Gurovich suggerí que el feruglioteri tenia una incisiva (possiblement dues al maxil·lar superior), cap canina, una o dues premolars i dues molars a banda i banda de cada maxil·lar.
A diferència dels sudamerícids, que tenien dents hipsodontes (de corona alta), els ferugliotèrids tenien dents braquiodontes (de corona baixa). A més a més, les molariformes dels sudamerícids solen ser més grosses i s'ancoren a la mandíbula amb una arrel ben robusta, mentre que les dels ferugliotèrids, més petites, tenen almenys dues arrels. Es calcula que el feruglioteri pesava uns 70 g.
Les incisives, que només s'han trobat en restes de feruglioteri, són procumbents i llargues. Se n'han descobert tres incisives inferiors i quatre de superiors. Com sol ser el cas en els mamífers que tenen incisives similars (gliriformes), les incisives inferiors estan més comprimides lateralment, són menys corbes, presenten un angle més obert entre la cara anterior i la faceta de desgast de la punta, i tenen una forma menys el·líptica que les superiors. La banda d'esmalt es limita a la cara més propera als llavis en totes les incisives.
L'espècimen MACN Pv-RN 975, descrit per Kielan-Jaworowska i Bonaparte el 1996, podria ser un fragment de maxil·lar de feruglioteri, tot i que també ha sigut identificat com un multituberculat no relacionat. El fòssil ha conservat una premolar en forma de ganivet identificada com a quarta premolar, així com la part subjacent del maxil·lar. Hi ha un diastema entre la premolar i la incisiva que tenia al davant. L'alvèol de la incisiva inferior travessa tot el fòssil. La p4 presenta vuit crestes a banda i banda de la cresta longitudinal i s'ancora amb dues arrels situades al davant i al darrere. La p4 assignada a Argentodites també té vuit crestes a cada banda, que descendeixen de cúspides ubicades al marge superior, i arrels al davant i el darrere. Segons Kielan-Jaworowska i col·laboradors, es diferencia de la p4 de MACN Pv-RN 975 en la seva forma, que és arrodonida en lloc d'angular. Tanmateix, Gurovich i Beck sostenen que aquesta diferència és deguda al fet que la p4 de MACN Pv-RN 975 havia patit un desgast molt més important.
Dos fòssils foren interpretats com a premolars inferiors aïllades de feruglioteri, però ara se sap que no ho eren. Dues altres dents identificades com a premolars superiors de feruglioteri podrien pertànyer en realitat a un multituberculat indeterminat. En una de les dues s'han conservat dues fileres de cúspides longitudinals, una de les quals conté quatre cúspides i l'altra un mínim de dues. L'altra, que s'ha preservat pitjor, podria representar la mateixa posició dental. Aquestes dents s'assemblen a les premolars superiors dels multituberculats.
Es coneixen quatre suposades primeres molariformes inferiors (mf1) de feruglioteri, mentre que l'única dent coneguda de trapalcoteri també és considerada una mf1. Les mf1 de feruglioteri tenen una forma més o menys rectangular, amb els cantons arrodonits, i presenten dues fileres de cúspides longitudinals. Hi ha quatre cúspides a la filera lingual i tres a la labial. Les cúspides estan connectades a les cúspides de l'altra filera per crestes transversals i separades de les altres cúspides de la mateixa filera per tres solcs transversals. El 1990, Bonaparte identificà dues mf1 de feruglioteri molt desgastades com a molars superiors de Vucetichia gracilis. En una de les dues s'han conservat les arrels. N'hi havia dues al davant i al darrere, que estaven fusionades a la base. L'mf1 del trapalcoteri només se'n diferencia en alguns detalls, com ara que les cúspides sobresurten menys de les crestes. L'única mf2 de feruglioteri és l'holotip, que presenta dues fileres de cúspides. Les cúspides del parell anterior i el posterior estan connectades per una cresta ampla, mentre que els dos parells estan separats per un solc profund. No s'han trobat crestes transversals entre les cúspides com les dels feruglioteris en cap multituberculat. En canvi, el patró general de cúspides i crestes és bastant similar en el feruglioteri, el gondwanateri i Sudamerica, fet que indica que són parents propers.
Una dent de feruglioteri és considerada una primera molariforme superior (MF1). És gairebé rectangular i té tres fileres de cúspides longitudinals. Hi ha cinc cúspides a la filera del mig, que té una orientació obliqua, quatre cúspides en una de les fileres laterals i dues o tres a l'altra. Igual que en les molariformes inferiors, les cúspides estan connectades per crestes transversals i separades per solcs. LACM 149371, l'enigmàtica dent trobada al Perú que podria pertànyer a un ferugliotèrid, és una dent triangular amb sis o set cúspides, que estan connectades per crestes i envolten dues fosses profundes i una de soma.

## Distribució, ecologia i evolució
Les seves dents de corona baixa indiquen que el feruglioteri podria haver tingut una dieta insectívora o omnívora, igual que multituberculats similars com ara Mesodma, que probablement s'alimentava d'insectes, altres artròpodes, llavors o núcules. El desgast de les dents de feruglioteri suggereixen que podria haver consumit matèria vegetal. Es creu que els sudamerícids, que tenien dents de corona alta, eren herbívors que s'alimentaven de plantes abrasives, però no se'n coneix la dieta amb precisió. En la història evolutiva dels gondwanateris, es creu que les dents hipsodontes evolucionaren a partir de dents braquiodontes. Gurovich avançà la hipòtesi que les molariformes anteriors dels sudamerícids podrien haver evolucionat de les premolars similars a ganivets que s'observen en el feruglioteri.
Els fòssils dels ferugliotèrids argentins provenen de les formacions Los Alamitos (feruglioteri), La Colonia (feruglioteri i Argentodites) i Allen (trapalcoteri). Els tres jaciments, que tenen una edat similar, daten del Campanià (84-71 Ma) o, més probablement, del Maastrichtià (71-66 Ma), tot i que la formació de la Colonia podria ser una mica més recent. Les formacions Allen i Los Alamitos podrien haver sigut dipositades en un medi pantanós, mentre que la formació de La Colonia podria representar un estuari, una plana de marea o una plana costanera.
El grup primitiu dels driolestoïdeus és la categoria de mamífers dominants a les tres formacions. A la formació de Los Alamitos també s'han trobat les restes del sudamerícid Gondwanatherium i el possible triconodont Austroconodon. Tanmateix, a la formació Allen només s'han descobert set dents de mamífers. Les tres formacions contenen restes de molts altres animals, incloent-hi dinosaures, amfibis i peixos. El jaciment paleontològic de Santa Rosa, on fou trobat LACM 149371, se situa a la regió peruana d'Ucayali. La fauna de Santa Rosa també inclou fòssils de diverses espècies úniques de marsupials i rosegadors histricògnats, un possible ratpenat i alguns notoungulats (un grup únic extint d'ungulats sud-americans). No es coneix amb certesa l'edat d'aquesta fauna. Les estimacions van des del límit Eocè-Oligocè (~35 Ma) fins a l'Oligocè superior (~25 Ma). Els mamífers de Santa Rosa podrien haver viscut en un hàbitat de sabana travessat per rius.
La distribució dels ferugliotèrids és menys extensa que la dels sudamerícids, que han estat trobats en estrats del Cretaci superior (Gondwanatherium) i el Paleocè (Sudamerica) de l'Argentina, el Cretaci superior de Madagascar (Lavanify) i l'Índia (Bharattherium), l'Eocè mitjà de l'Antàrtida (probablement Sudamerica) i, possiblement, el Cretaci de Tanzània (TNM 02067, classificat provisionalment com a sudamerícid). Tanmateix, si LACM 149371 és un ferugliotèrid, probablement seria el representant més recent dels gondwanateris.